# 埃德温·克雷布斯
埃德温·克雷布斯（英語：Edwin Gerhard Krebs，1918年6月6日—2009年12月21日），美国生物化学家，1918年6月6日出生于愛荷華州。1936年起就读于伊利诺伊大学。1943年毕业于圣路易斯华盛顿大学医学院。后在西雅图华盛顿大学做蛋白质磷酸化的研究。克雷布斯对教学和管理的兴趣使他之后离开华盛顿大学成为加州大学戴维斯分校生物化学系的创始主席。1989年获拉斯克奖。1992年与他的合作者埃德蒙·费希尔被授予诺贝尔生理学或医学奖，以表彰他们关于蛋白质可逆磷酸化作为一种生物调节机制的研究。